# Asociación Cultural y Deportiva Bomberos
La Asociación Cultural y Deportiva Bomberos (o Agrupació Cultural i Esportiva Bombers en catalán) fue un equipo de voleibol español y uno de los pioneros de la liga.
Fundado en 1950, fue uno de los equipos más destacados en los años 1950 en el voleibol consiguiendo entre 1951 y 1958 cuatro Copas del Rey y finalista en otras tres ocasiones. Sin embargo, a partir de entonces entró en una época de malos resultados debido sobre todo a los problemas económicos del club. Su ascenso a la máxima categoría se dio en la temporada 1975/1976 tras ganar el campeonato de la segunda división quedan sextos en liga.
Vuelve a la Superliga en la temporada 1987/1988.